# Nestroy-Theaterpreis/Beste deutschsprachige Aufführung
Seit 2000 wird bei der Nestroy-Theaterpreisverleihung die beste deutschsprachige Aufführung mit dem Hauptpreis geehrt.

## Preisträger
| Jahr | Aufführung                                 | Autor                      | Regie               | Ort der Aufführung                                                 | die weiteren Nominierten |
| ---- | ------------------------------------------ | -------------------------- | ------------------- | ------------------------------------------------------------------ | --- |
| 2000 | Die Möwe                                   | Anton Tschechow            | Luc Bondy           | Akademietheater/Burgtheater                                        | - Endstation Sehnsucht von Tennessee Williams – Inszenierung: Frank Castorf – Salzburger Festspiele/Volksbühne am Rosa-Luxemburg-Platz - Gespenstersonate von August Strindberg – Inszenierung: Martin Kušej – Stadttheater Klagenfurt/Thalia Theater |
| 2001 | Rosmersholm                                | Henrik Ibsen               | Peter Zadek         | Akademietheater/Burgtheater                                        | - Der Narr und seine Frau heute abend im Pancomedia von Botho Strauß – Inszenierung: Matthias Hartmann – Schauspielhaus Bochum - Die Nacht singt ihre Lieder von Jon Fosse – Inszenierung: Falk Richter – Schauspielhaus Zürich                       |
| 2002 | Die schöne Müllerin                        | Franz Schubert             | Christoph Marthaler | Schauspielhaus Zürich                                              | - Alkestis von Euripides – Inszenierung: Jossi Wieler – Münchner Kammerspiele - Emilia Galotti von Gotthold Ephraim Lessing – Inszenierung: Michael Thalheimer – Deutsches Theater Berlin                                                             |
| 2003 | Nora                                       | Henrik Ibsen               | Thomas Ostermeier   | Schaubühne am Lehniner Platz                                       | - Nora oder Ein Puppenheim von Henrik Ibsen – Inszenierung: Stephan Kimmig – Thalia Theater - Emilia Galotti von Gotthold Ephraim Lessing – Inszenierung: Andrea Breth – Akademietheater/Burgtheater                                                  |
| 2004 | Elementarteilchen                          | Michel Houellebecq         | Johan Simons        | Schauspielhaus Zürich                                              | - Das goldene Vlies von Franz Grillparzer – Inszenierung: Stephan Kimmig – Burgtheater - Unschuld von Dea Loher – Inszenierung: Andreas Kriegenburg – Thalia Theater                                                                                  |
| 2005 | Die Nibelungen                             | Friedrich Hebbel           | Andreas Kriegenburg | Münchner Kammerspiele                                              | - Schutz vor der Zukunft von Christoph Marthaler – Inszenierung: Christoph Marthaler – Jugendstiltheater - Wer hat Angst vor Virginia Woolf? von Edward Albee – Inszenierung: Jürgen Gosch – Deutsches Theater Berlin                                 |
| 2006 | Höllenangst                                | Johann Nestroy             | Martin Kušej        | Salzburger Festspiele/Burgtheater                                  | - dunkel lockende welt von Händl Klaus – Inszenierung: Sebastian Nübling – Münchner Kammerspiele - Hedda Gabler von Henrik Ibsen – Inszenierung: Thomas Ostermeier – Schaubühne am Lehniner Platz                                                     |
| 2007 | Der Gott des Gemetzels                     | Yasmina Reza               | Jürgen Gosch        | Schauspielhaus Zürich                                              | - Glaube Liebe Hoffnung von Ödön von Horváth – Inszenierung: Stephan Kimmig – Münchner Kammerspiele - Wallenstein von Friedrich Schiller – Inszenierung: Peter Stein – Berliner Ensemble                                                              |
| 2008 | Die Ratten                                 | Gerhart Hauptmann          | Michael Thalheimer  | Deutsches Theater Berlin                                           | - Das letzte Feuer von Dea Loher – Inszenierung: Andreas Kriegenburg – Thalia Theater - Der Sturm von William Shakespeare – Inszenierung: Stefan Pucher – Münchner Kammerspiele                                                                       |
| 2009 | Rechnitz                                   | Elfriede Jelinek           | Jossi Wieler        | Münchner Kammerspiele                                              | - Die Möwe von Anton Tschechow – Inszenierung: Jürgen Gosch – Deutsches Theater Berlin - Der Prozess von Franz Kafka – Inszenierung: Andreas Kriegenburg – Münchner Kammerspiele                                                                      |
| 2010 | Volpone                                    | Ben Jonson                 | Werner Düggelin     | Schauspielhaus Zürich                                              | - Die Schmutzigen, die Hässlichen und die Gemeinen von Ettore Scola und Ruggero Maccari – Inszenierung: Karin Beier – Schauspiel Köln - Diebe von Dea Loher – Inszenierung: Andreas Kriegenburg – Deutsches Theater Berlin                            |
| 2011 | Die Weber                                  | Gerhart Hauptmann          | Michael Thalheimer  | Deutsches Theater Berlin                                           | - Platonow von Anton Tschechow – Inszenierung: Barbara Frey – Schauspielhaus Zürich - Zwischenfälle – Inszenierung: Andrea Breth – Akademietheater |
| 2012 | Winterreise                                | Elfriede Jelinek           | Stefan Bachmann     | Akademietheater/Burgtheater                                        | - Prinz Friedrich von Homburg von Heinrich von Kleist – Inszenierung: Andrea Breth – Salzburger Festspiele/Salzburger Landestheater/Burgtheater - Satansbraten von Rainer Werner Fassbinder – Inszenierung: Stefan Pucher – Münchner Kammerspiele     |
| 2013 | Reise durch die Nacht                      | Friederike Mayröcker       | Katie Mitchell      | Schauspiel Köln                                                    | - Elektra von Hugo von Hofmannsthal – Inszenierung: Michael Thalheimer – Burgtheater - Hedda Gabler von Henrik Ibsen – Inszenierung: Martin Kušej – Residenztheater München                                                                           |
| 2014 | Faust                                      | Johann Wolfgang von Goethe | Martin Kušej        | Residenztheater München                                            | - Common Ground von Yael Ronen – Inszenierung: Yael Ronen – Maxim-Gorki-Theater - Tauberbach von Alain Platel – Inszenierung: Alain Platel – Münchner Kammerspiele/Les Ballets C de la B/NT Gent                                                      |
| 2015 | Die lächerliche Finsternis                 | Wolfram Lotz               | Dušan David Pařízek | Akademietheater/Burgtheater                                        | - der die mann von Konrad Bayer – Inszenierung: Herbert Fritsch – Volksbühne am Rosa-Luxemburg-Platz - Warum läuft Herr R. Amok? von Rainer Werner Fassbinder und Michael Fengler – Inszenierung: Susanne Kennedy – Münchner Kammerspiele             |
| 2016 | Engel in Amerika                           | Tony Kushner               | Simon Stone         | Theater Basel                                                      | - Ein Käfig ging einen Vogel suchen – Inszenierung: Andreas Kriegenburg – Deutsches Theater Berlin - Schiff der Träume – Inszenierung: Karin Beier – Schauspielhaus Hamburg                                                                           |
| 2017 | Die Räuber                                 | Friedrich Schiller         | Ulrich Rasche       | Residenztheater München                                            | - Drei Schwestern – Inszenierung: Simon Stone – Theater Basel - Faust – Inszenierung: Frank Castorf – Volksbühne am Rosa-Luxemburg-Platz |
| 2018 | Die Perser                                 | Aischylos                  | Ulrich Rasche       | Salzburger Festspiele in Koproduktion mit dem Schauspiel Frankfurt | - Beute Frauen Krieg – Inszenierung: Karin Henkel – Schauspielhaus Zürich - Das Internat – Inszenierung, Bühne und Kostüme: Ersan Mondtag – Theater Dortmund                                                                                          |
| 2019 | Dionysos Stadt                             |                            | Christopher Rüping  | Münchner Kammerspiele                                              | - Häuptling Abendwind – Inszenierung: Christoph Marthaler – Deutsches Schauspielhaus Hamburg - Tartuffe oder das Schwein der Weisen – Inszenierung: Claudia Bauer – Theater Basel                                                                     |
| 2020 | Der Mensch erscheint im Holozän            |                            | Alexander Giesche   | Schauspielhaus Zürich                                              | - Die Räuberinnen – Inszenierung: Leonie Böhm – Münchner Kammerspiele - Glauben an die Möglichkeit der völligen Erneuerung der Welt – Inszenierung: René Pollesch, Fabian Hinrichs – Friedrichstadt-Palast                                            |
| 2021 | Einfach das Ende der Welt                  |                            | Christopher Rüping  | Schauspielhaus Zürich                                              | - Anthropos, Tyrann (Ödipus) – Inszenierung: Alexander Eisenach – Volksbühne Berlin - Peer Gynt – Inszenierung: Dušan David Pařízek – Schauspielhaus Bochum                                                                                           |
| 2022 | humanistää! – eine abschaffung der sparten |                            | Claudia Bauer       | Volkstheater Wien                                                  | - Like Lovers Do (Memoiren der Medusa) – Inszenierung: Pınar Karabulut – Münchner Kammerspiele - Das Vermächtnis (The Inheritance) – Inszenierung: Philipp Stölzl – Residenztheater München                                                           |
| 2023 | Angabe der Person                          |                            | Jossi Wieler        | Deutsches Theater Berlin                                           | - Gier – Inszenierung: Christopher Rüping – Schauspielhaus Zürich - Ophelia’s Got Talent – Inszenierung: Florentina Holzinger – Volksbühne am Rosa-Luxemburg-Platz, Spirit, Tanzquartier Wien, Volkstheater Wien                                      |
| 2024 | Anthropolis I–V                            |                            | Karin Beier         | Deutsches Schauspielhaus Hamburg                                   | - ja nichts ist ok – Inszenierung René Pollesch und Fabian Hinrichs – Volksbühne am Rosa-Luxemburg-Platz Berlin - Übergewicht, unwichtig: Unform – Inszenierung Rieke Süßkow – Staatstheater Nürnberg                                                 |

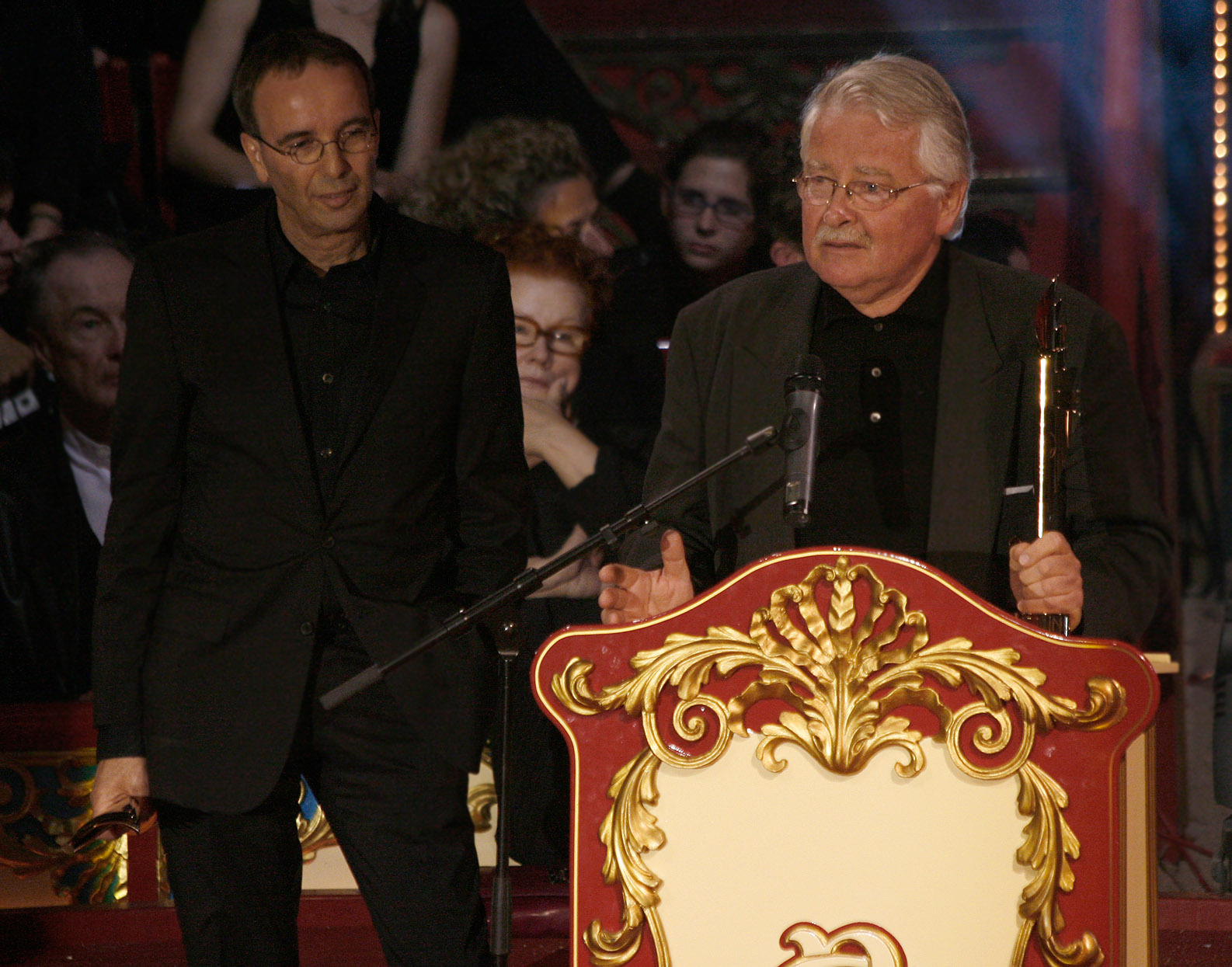
Jossi Wieler (l.) und Frank Baumbauer von den Münchner Kammerspielen (Nestroy-Theaterpreis 2009)

| Am häufigsten honoriertes Theater           | Schauspielhaus Zürich (6 Auszeichnungen) |
| Am häufigsten nominiertes Theater           | Münchner Kammerspiele (13 Nominierungen) |
| Am häufigsten nominiertes Theater ohne Sieg | Thalia Theater (4 Nominierungen)         |